# Stráně nad Chomutovkou
Stráně nad Chomutovkou este o arie protejată (arie specială de conservare — SAC, sit de importanță comunitară — SCI) din Republica Cehă întinsă pe o suprafață de 8,76 ha, integral pe uscat.

## Localizare
Centrul sitului Stráně nad Chomutovkou este situat la coordonatele 50°23′26″N 13°35′08″E / 50.390556°N 13.585556°E.

## Înființare
Situl Stráně nad Chomutovkou a fost declarat sit de importanță comunitară în noiembrie 2009 pentru a proteja un număr necunoscut de specii din flora spontană și fauna sălbatică aflate în arealul zonei. Situl a fost protejat și ca arie specială de conservare în iulie 2012.

## Biodiversitate
Situată în ecoregiunea continentală, aria protejată conține 1 habitat natural: Pajiști uscate seminaturale și facies de acoperire cu tufișuri pe substraturi calcaroase (Festuco-Brometalia) (* situri importante pentru orhidee).
La baza desemnării sitului se află un număr nedeclarat de specii protejate.